# Thomas Graham Balfour
Pour les articles homonymes, voir Balfour (homonymie).
Thomas Graham Balfour (18 mars 1813 - 17 janvier 1891) est un médecin écossais réputé pour son travail sur les statistiques médicales et membre du cercle proche de Florence Nightingale.

## Biographie
Balfour est né à Édimbourg le 18 mars 1813. Il est le fils de John Balfour, un marchand de Leith, et de sa femme Helen, fille de Thomas Buchanan d'Ardoch. Il est l'arrière-petit-fils de James Balfour (philosophe) (en), professeur de philosophie morale à Édimbourg en 1754, et de Robert Whytt, célèbre écrivain médical et professeur de physiologie à Édimbourg. Il obtient son diplôme de médecine à Édimbourg en 1834 et devient Chirurgien général, médecin honoraire de la reine Victoria et compilateur des quatre premiers volumes de Statistics of the British Army .
Les statistiques de l'armée britannique sont alors réputées être les plus précises et les plus complètes de leur genre dans toute l'Europe.
De 1840 à 1848, il sert comme aide-chirurgien dans les Grenadier Guards. En 1857, il est nommé secrétaire du comité de Sidney Herbert sur l'état sanitaire de l'armée, et en 1859, il devient inspecteur général adjoint chargé de la nouvelle branche statistique du service médical de l'armée, poste qu'il occupe pendant quatorze ans. Il devient membre de la Royal Society le 3 juin 1858 et, en 1860, membre du Royal College of Physicians de Londres .
Lui et le Dr John Sutherland sont secrétaires de la section sanitaire du Congrès international de statistique en 1860, auquel participe Adolphe Quetelet, et auquel Florence Nightingale soumet un article.
En 1887, il est nommé médecin honoraire de la reine. Il est mis en demi-solde comme chirurgien général en 1876 et, au cours de ses quarante années de service, il a beaucoup fait pour améliorer l'état sanitaire des forces armées. Il est président de la Royal Statistical Society de 1888 à 1890, peu de temps après son changement de la Statistical Society of London . Il épouse en 1856 Georgina, fille de George Prentice d'Armagh, et a un fils, Sir Graham Balfour. Il meurt à Coombe Lodge, Wimbledon, le 17 janvier 1891 .